# Dragan Lovrić
Dragan Lovrić (Spalato, 3 gennaio 1996) è un calciatore croato, difensore del Gloria Buzău.

## Caratteristiche tecniche
È un difensore centrale.

## Carriera
Il 7 gennaio 2014 viene tesserato dal Catania, che lo aggrega alla formazione Primavera. Il 20 agosto 2015 passa in prestito con diritto di riscatto all'Akragas, in Lega Pro. Dopo una breve esperienza ad Empoli, il 26 agosto 2016 si trasferisce in prestito al Sebenico, nella seconda divisione croata. Terminato il prestito rientra a Catania, venendo aggregato all'organico del tecnico Cristiano Lucarelli. Esordisce con gli etnei il 4 novembre 2017 in Catania-Bisceglie (4-1), subentrando all'85' al posto di Luka Bogdan.
Il 31 gennaio 2018 viene ceduto in prestito all'Alessandria. Termina la stagione – conclusa con la vittoria della Coppa Italia Serie C – con 5 presenze. Il 18 luglio 2019 rescinde il contratto che lo legava agli etnei. Il 4 settembre 2020 firma un triennale con il NŠ Mura, nel campionato sloveno.
Il 18 agosto 2021 si trasferisce in Ucraina, accasandosi al Kryvbas Kryvyj Rih. Il 24 febbraio 2023 viene ingaggiato dall'Ararat-Armenia, formazione impegnata nel campionato armeno. Il 17 luglio 2023 firma un contratto annuale –  con opzione di rinnovo per una seconda stagione – con l'Oțelul Galați, nella massima serie rumena. Il 10 settembre 2024 passa a parametro zero al Gloria Buzău.

## Statistiche

### Presenze e reti nei club
Statistiche aggiornate al 24 febbraio 2024.
| Stagione                  | Squadra                   | Campionato                | Campionato | Campionato | Coppe nazionali | Coppe nazionali | Coppe nazionali | Coppe continentali | Coppe continentali | Coppe continentali | Altre coppe | Altre coppe | Altre coppe | Totale | Totale |
| Stagione                  | Squadra                   | Comp                      | Pres       | Reti       | Comp            | Pres            | Reti            | Comp               | Pres               | Reti               | Comp        | Pres        | Reti        | Pres   | Reti   |
| ------------------------- | ------------------------- | ------------------------- | ---------- | ---------- | --------------- | --------------- | --------------- | ------------------ | ------------------ | ------------------ | ----------- | ----------- | ----------- | ------ | ------ |
| 2015-gen. 2016            | Akragas                   | LP                        | 3          | 0          | CI-LP           | 2               | 0               | -                  | -                  | -                  | -           | -           | -           | 5      | 0      |
| gen.-giu. 2016            | Empoli                    | A                         | 0          | 0          | CI              | -               | -               | -                  | -                  | -                  | -           | -           | -           | 0      | 0      |
| 2016-2017                 | Sebenico                  | 2.HNL                     | 1          | 0          | CC              | -               | -               | -                  | -                  | -                  | -           | -           | -           | 1      | 0      |
| 2017-gen. 2018            | Catania                   | C                         | 2          | 0          | CI-C            | 1               | 0               | -                  | -                  | -                  | -           | -           | -           | 3      | 0      |
| gen.-giu. 2018            | Alessandria               | C                         | 5          | 0          | CI-C            | 0               | 0               | -                  | -                  | -                  | -           | -           | -           | 5      | 0      |
| 2018-2019                 | Catania                   | C                         | 3          | 0          | CI+CI-C         | 2+1             | 0               | -                  | -                  | -                  | -           | -           | -           | 6      | 0      |
| Totale Catania            | Totale Catania            | Totale Catania            | 5          | 0          |                 | 4               | 0               |                    | -                  | -                  |             | -           | -           | 9      | 0      |
| 2019-2020                 | Dugopolje                 | 2.HNL                     | 3          | 0          | CC              | 0               | 0               | -                  | -                  | -                  | -           | -           | -           | 3      | 0      |
| 2020-2021                 | NŠ Mura                   | 1.SNL                     | 21         | 0          | CS              | 1               | 0               | UEL                | 1                  | 0                  | -           | -           | -           | 23     | 0      |
| 2021-2022                 | Kryvbas                   | 1L                        | 6          | 1          | KU              | 1               | 0               | -                  | -                  | -                  | -           | -           | -           | 7      | 1      |
| 2022-feb. 2023            | Kryvbas                   | PL                        | 8          | 0          | -               | -               | -               | -                  | -                  | -                  | -           | -           | -           | 8      | 0      |
| Totale Kryvbas Kryvyj Rih | Totale Kryvbas Kryvyj Rih | Totale Kryvbas Kryvyj Rih | 14         | 1          |                 | 1               | 0               |                    | -                  | -                  |             | -           | -           | 15     | 1      |
| feb.-giu. 2023            | Ararat-Armenia            | PL                        | 9          | 0          | CA              | -               | -               | UECL               | -                  | -                  | -           | -           | -           | 9      | 0      |
| 2023-2024                 | Oțelul Galați             | L1                        | 22         | 0          | CR              | 1               | 0               | -                  | -                  | -                  | -           | -           | -           | 23     | 0      |
| 2024-2025                 | Gloria Buzău              | L1                        | 0          | 0          | CR              | 0               | 0               | -                  | -                  | -                  | -           | -           | -           | 0      | 0      |
| Totale carriera           | Totale carriera           | Totale carriera           | 83         | 1          |                 | 9               | 0               |                    | 1                  | 0                  |             | -           | -           | 93     | 1      |

## Palmarès

### Club

#### Competizioni nazionali
- Coppa Italia Serie C: 1

Alessandria: 2017-2018
- Campionato sloveno: 1

NŠ Mura: 2020-2021